# Ole A. Hedegaard
Elith Ole Arthur Hedegaard (14. december 1930 – februar 2014) var en dansk officer og militærhistoriker.
Han aftjente værnepligt ved Den Kongelige Livgarde og blev uddannet officer på Hærens Officersskole. Han var ansat i Forsvarsstaben og var slutteligt major og leder af Hærens Militærhistoriske Arbejder på Det Kongelige Garnisonsbibliotek. Han har bl.a. biograferet generalerne August Tuxen og Erik With.
Hans mange militærhistoriske værker blev støttet økonomisk af Kulturministeriet, Forsvarsministeriet, Carlsbergfondet og Dronning Margrethes og Prins Henriks Fond. Hedegaard modtog Saint-Germain-medaljen fra Det Krigsvidenskabelige Selskab. Han var Ridder af Dannebrog (siden 18. april 1990) og bar Hæderstegnet for god tjeneste ved Hæren.

## Forfatterskab (udvalg)
- En general og hans samtid. General Erik With mellem Stauning og kaos, Thorsgaard 1990. ISBN 87-88165-76-0
- Generalløjtnant A.P. Tuxen: Militærhistoriker og æresdoktor: Et bidrag til dansk militær historieskrivning, Hernov 1982. ISBN 87-7215-948-0